# Andrenosoma cinereum
Andrenosoma cinereum là một loài ruồi trong họ Asilidae. Andrenosoma cinereum được Bellardi miêu tả năm 1861. Loài này phân bố ở vùng Tân nhiệt đới.